# Tamaricella tumidiuscula
Tamaricella tumidiuscula är en insektsart som beskrevs av Mitjaev 1975. Tamaricella tumidiuscula ingår i släktet Tamaricella och familjen dvärgstritar.
Artens utbredningsområde är Kazakstan. Inga underarter finns listade i Catalogue of Life.